# Associatie van klein glaskruid
De associatie van klein glaskruid (Asplenio-Parietarietum) is een associatie uit het verbond van klein glaskruid (Parietarion judaicae). De associatie omvat muurvegetatie op zonnige, stenige maar voedselrijke plaatsen.

## Naamgeving en codering
- Syntaxoncode voor Nederland (rVvN): r21Aa01
- BWK-karteringscode: km

De wetenschappelijke naam Asplenio-Parietarietum is afgeleid van de botanische namen van twee veel voorkomende soorten binnen de associatie, de muurvaren (Asplenium ruta-muraria) en de kensoort klein glaskruid (Parietaria judaica).

## Fysiognomie

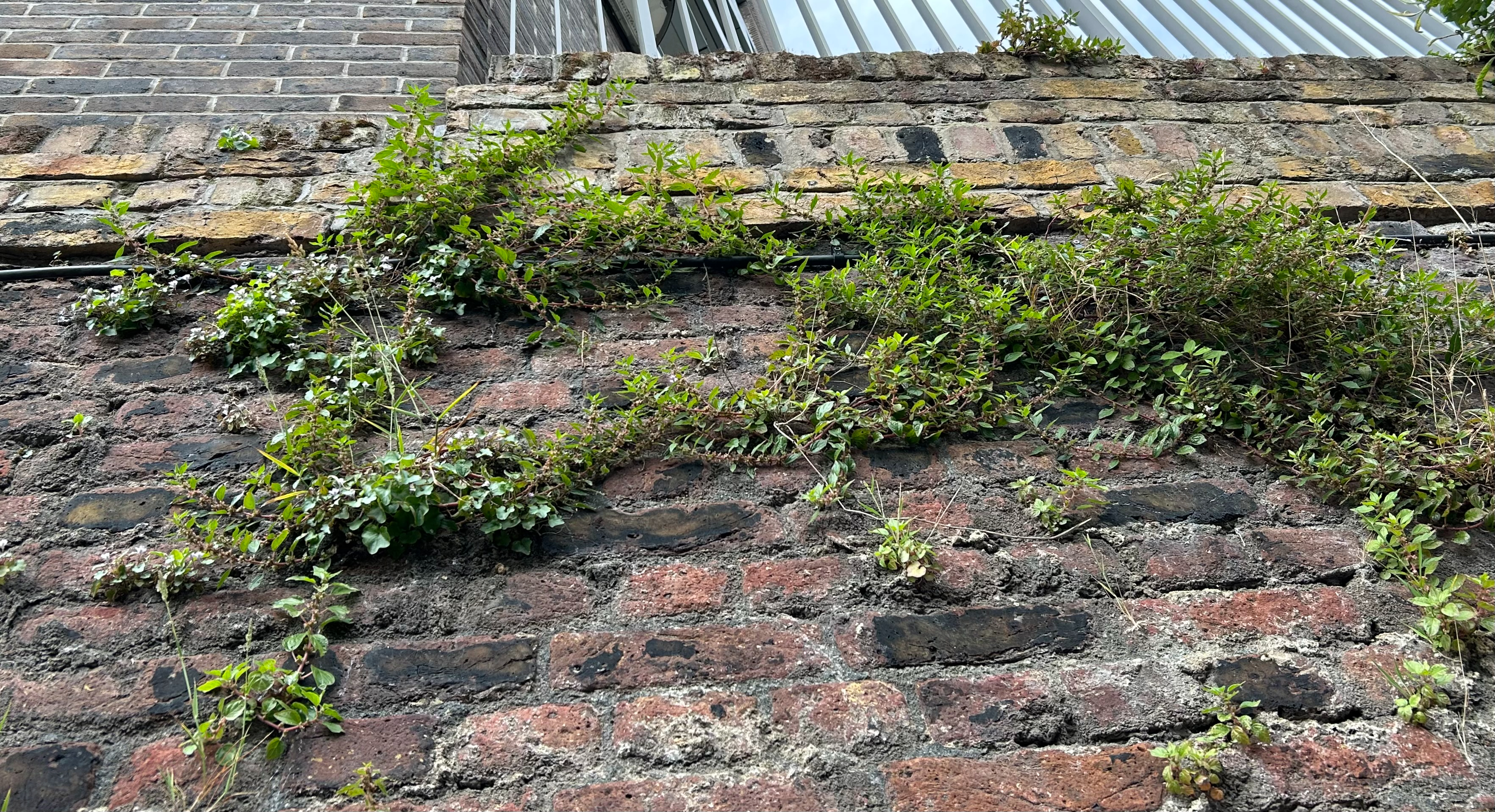
Open muurvegetatie.

Vegetatie van de associatie van klein glaskruid worden gekenmerkt door een zeer open vegetatie met volledige afwezigheid van de boom- en de struiklaag.
In de kruidlaag is het klein glaskruid dominant, wat de vegetatie een struikachtige indruk geeft. Andere soorten bloeiende planten en varens spelen een kleinere rol.
De moslaag is weinig soortenrijk met het gewoon muursterretje als meest gevonden soort.

## Ecologie
Deze plantengemeenschap is voornamelijk te vinden aan de voet van vochtige tot droge, kalkrijke rotswanden en muren. Van nature zijn ze enkel te vinden in rotsspleten en op rotswanden in kalkgebergtes en -plateaus. In de Lage Landen vinden we ze vooral terug op oude stadsmuren, gracht- en kademuren, waterputten, kerkhofmuren en kasteelruïnes, muren van kalksteen of gevoegd met kalkrijke cement, die op het zuiden zijn gericht.
Het substraat is meestal verweerd, kalkrijk en eutroof door toevoer van fosfaten en nitraten van buitenaf, zoals door guanotrofie.

## Verspreiding
Het verspreidingsgebied van de associatie van klein glaskruid omvat de stedelijke gebieden van atlantisch en subatlantisch Europa.
In Nederland komt deze associatie vooral voor in het rivierengebied. Ook in Vlaanderen zijn het vooral de steden langs de grote rivieren waar ze te vinden is.

## Diagnostische taxa voor Nederland en Vlaanderen
De associatie van klein glaskruid heeft in Nederland en Vlaanderen slechts één kensoort, het klein glaskruid, een plant die zelden ontbreekt. In het onderstaande overzicht staan de belangrijkste diagnostische taxa van de associatie in Nederland en Vlaanderen.

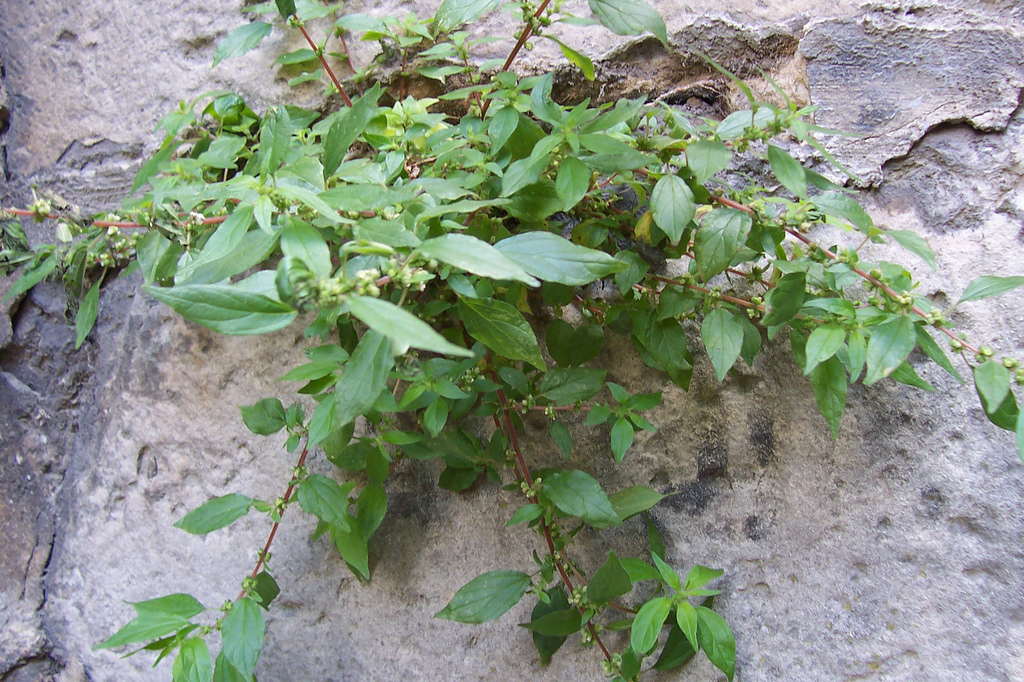
Klein glaskruid

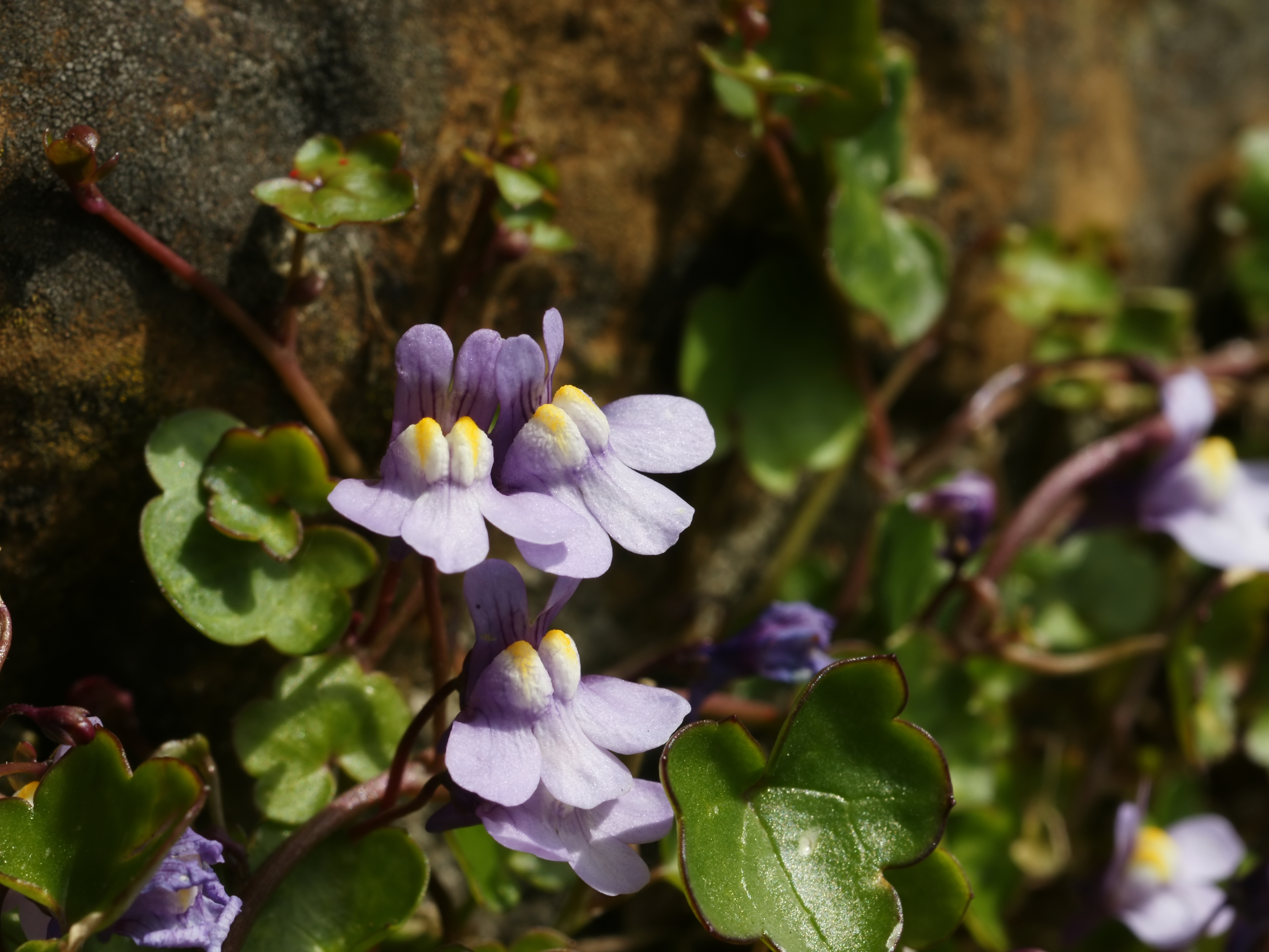
Muurleeuwenbek

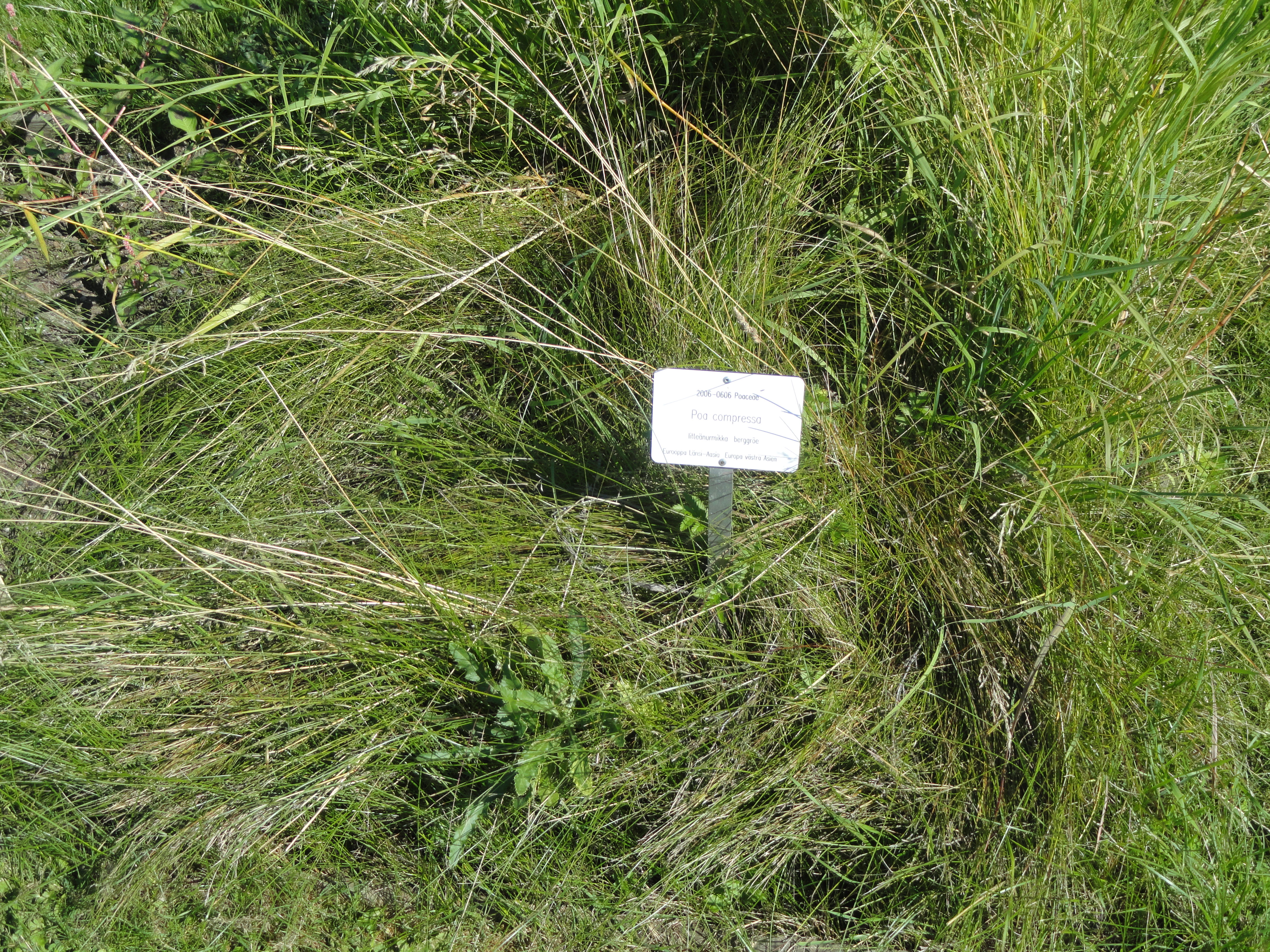
Plat beemdgras

Kruidlaag
| Kentaxon | Diff.soort | Abundantie | Triviale naam       | Botanische naam        | Opmerking |
| -------- | ---------- | ---------- | ------------------- | ---------------------- | --------- |
| kA       |            | D          | klein glaskruid     | Parietaria judaica     |           |
| kO       |            | A          | muurleeuwenbek      | Cymbalaria muralis     |           |
| kK       |            | O          | muurvaren           | Asplenium ruta-muraria |           |
| kK       |            | Z          | gele helmbloem      | Pseudofumaria lutea    |           |
|          |            | F          | plat beemdgras      | Poa compressa          |           |
|          |            | O          | gewone paardenbloem | Taraxacum officinale   |           |
|          |            | O          | wolfspoot           | Lycopus europaeus      |           |
|          |            | O          | straatgras          | Poa annua              |           |
|          |            | O          | gewone melkdistel   | Sonchus oleraceus      |           |
|          |            | O          | grote brandnetel    | Urtica dioica          |           |
|          |            | O          | liggende vetmuur    | Sagina procumbens      |           |
|          |            | O          | Canadese fijnstraal | Conyza canadensis      |           |
|          |            | O          | kropaar             | Dactylis glomerata     |           |
|          |            | O          | grote weegbree      | Plantago major         |           |
|          |            | O          | klimop              | Hedera helix           |           |

Moslaag
| Kentaxon | Diff.soort | Abundantie | Triviale naam         | Botanische naam        | Opmerking |
| -------- | ---------- | ---------- | --------------------- | ---------------------- | --------- |
| kO       |            | A          | gewoon muursterretje  | Tortula muralis        |           |
|          |            | O          | gewoon purpersteeltje | Ceratodon purpureus    |           |
|          |            | O          | gedraaid knikmos      | Bryum capillare        |           |
|          |            | O          | gewoon zijdemos       | Homalothecium sericeum |           |
|          |            | O          | zodeknikmos           | Bryum caespiticium     |           |

## Fotogalerij

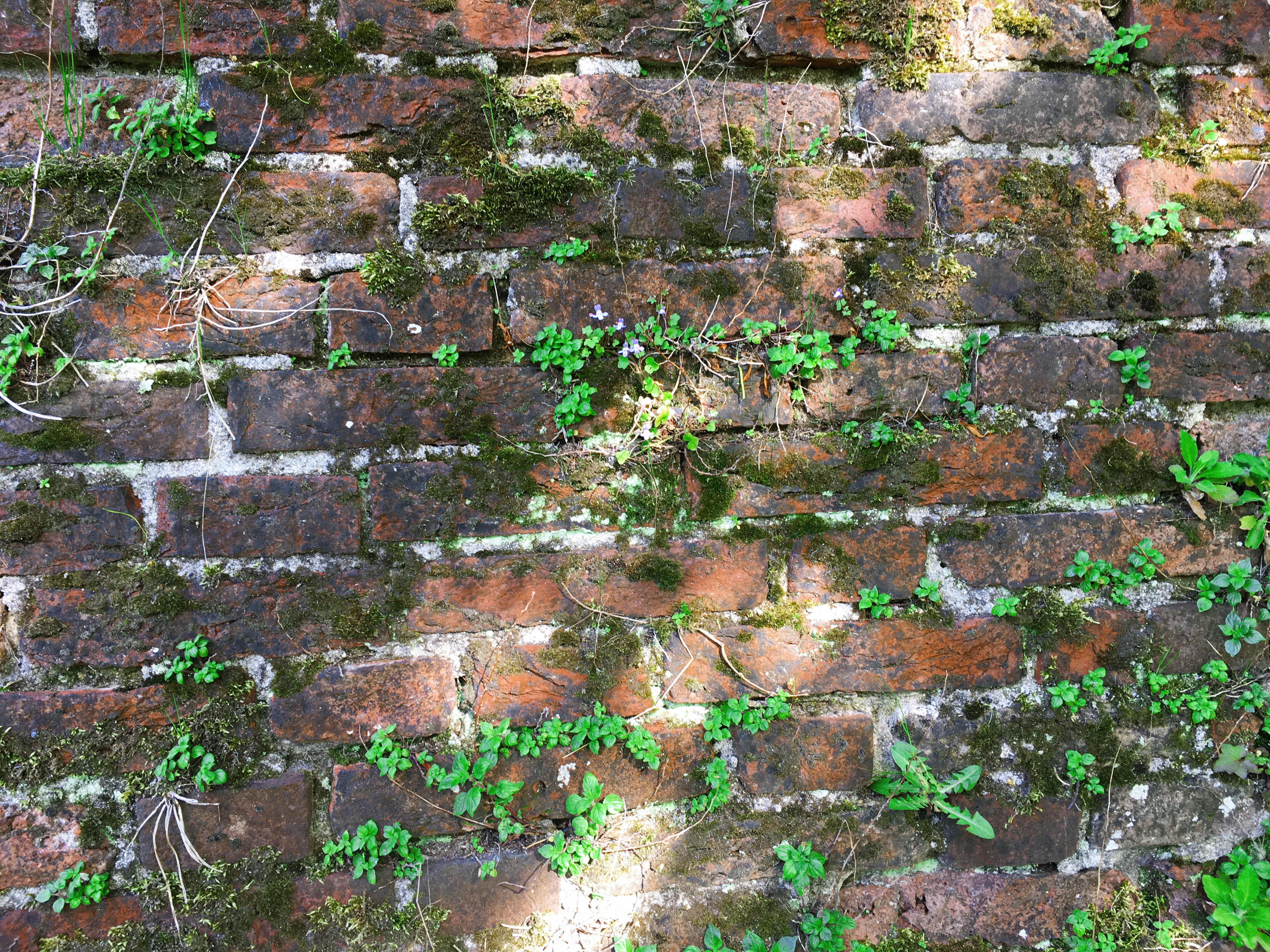
Vegetatieaspect in de lente